# 樟宜海軍基地

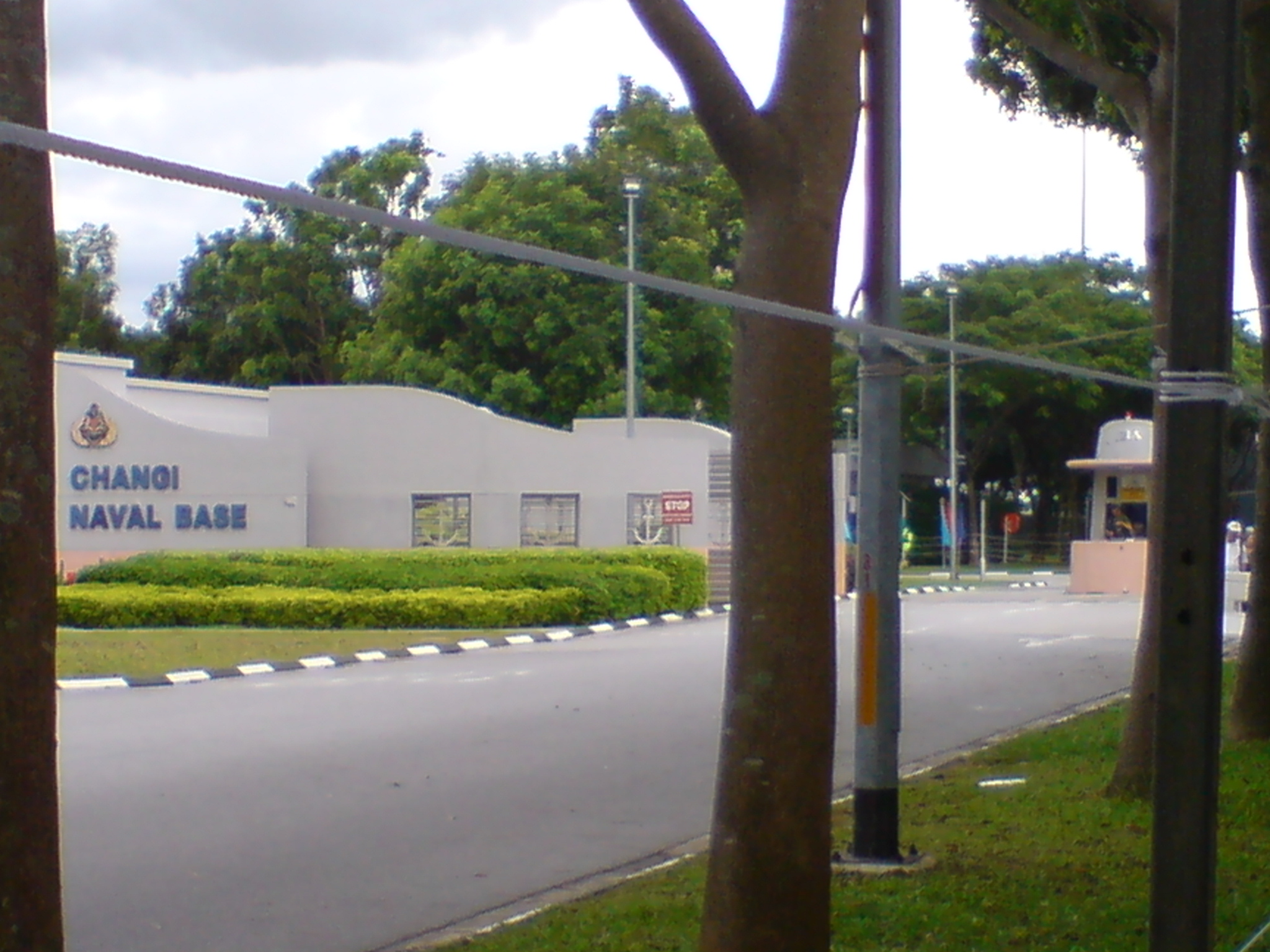
樟宜海軍基地的入口檢查站

樟宜海軍基地（CNB）為新加坡共和國海軍部隊建造用以取代布拉尼島海軍基地。海軍基地位於樟宜機場東面約3.5公里，樟宜空軍基地東面1.5公里處，其位於填海造陸區域。基地於2004年5月21日由新加坡的第二任總理吳作棟正式啟用。
樟宜海軍基地擁有6.2公里的停泊容量，能夠停泊一艘航空母艦，而且美國海軍的軍艦時常停靠。